# Cesare Zonca
Cesare Zonca (Treviolo, 5 luglio 1857 – Bergamo, 29 gennaio 1935) è stato uno scultore e intagliatore italiano.

## Biografia
Dopo aver compiuto gli studi elementari in paese, fu inviato come garzone in una bottega di falegnameria a Stezzano. Nel frattempo si era anche iscritto a un corso serale presso una scuola d'arte, di cui non ci sono però notizie precise.
Allestì all'età di 18 anni il suo primo laboratorio in Treviolo, che ben presto però divenne insufficiente ad accogliere i nuovi garzoni necessari a soddisfare le richieste, che non riguardavano solo mobili a uso privato, ma anche arredi sacri, quali statue, crocifissi, portali in legno e pulpiti.
Nel 1905 lo Zonca acquistò una casa a Bergamo, in via Maglio del Lotto, e lì si trasferì, realizzando una sorta di scuola dove i giovani talenti, tra i quali si ricordano Angelo Virgilio Vavassori di Albegno, avevano la possibilità di apprendere l'arte dell'intaglio.
Man mano che i figli di Cesare Zonca raggiungevano l'età del lavoro, erano a loro volta inseriti nel laboratorio e proprio a loro, quando negli anni venti cessò di lavorare, egli cedette l'azienda, favorendo la nascita della ditta "Fratelli Zonca - Mobili d'Arte".
Nell'anno 1922 decise di ritirarsi dal lavoro.

## Opere
Fra le sue opere spiccano molti mobili per uffici, case signorili e chiese, sparsi un po' in tutto il Nord Italia.
Tra le più importanti si possono ricordare le statue della cantoria di Castione della Presolana, il coro e il San Giuseppe di Chignolo d'Isola, la Via Crucis di Clusone, il coro, le bussole e i confessionali di Dalmine, il coro e la Madonna del Carmine di Gandino, il coro di Madone, il pulpito e i confessionali di Solto Collina, i due crocifissi processionali di Treviolo, il pulpito di Villa d'Ogna, il coro e le bussole di Calolziocorte, il pulpito e la bussola di Palazzolo sull'Oglio, il pulpito, il coro ed il Cristo morto del Santuario di Bussana, il coro e il mobile dell'organo a Cappella e i pulpiti di Noventa di Piave e di Castelnuovo Bocca d'Adda.
Tra il 1925 ed il 1930 Zonca venne chiamato ad arredare importanti uffici della Camera di Commercio, della Corte d'assise e della Banca d'Italia, edifici appena costruiti a Bergamo dall'architetto Marcello Piacentini.